# Terra Madre

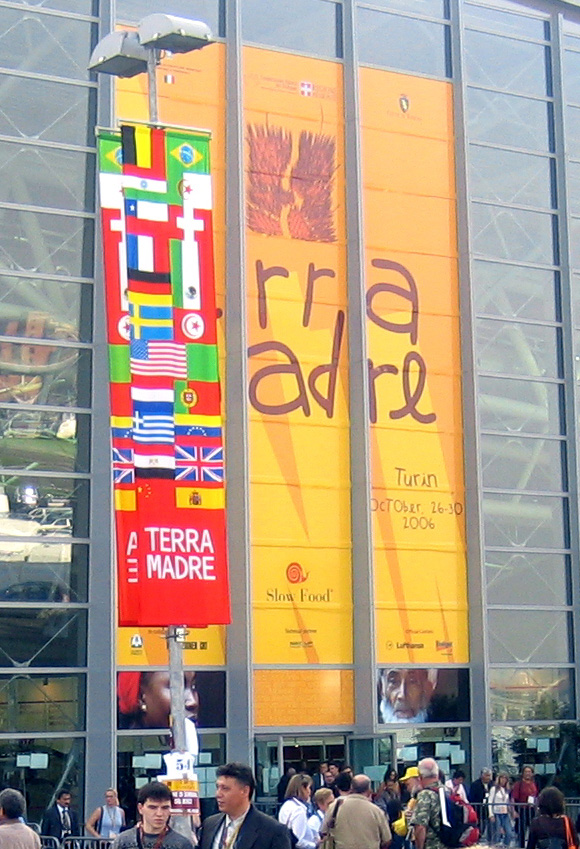
Le salon du goût à Turin en 2006

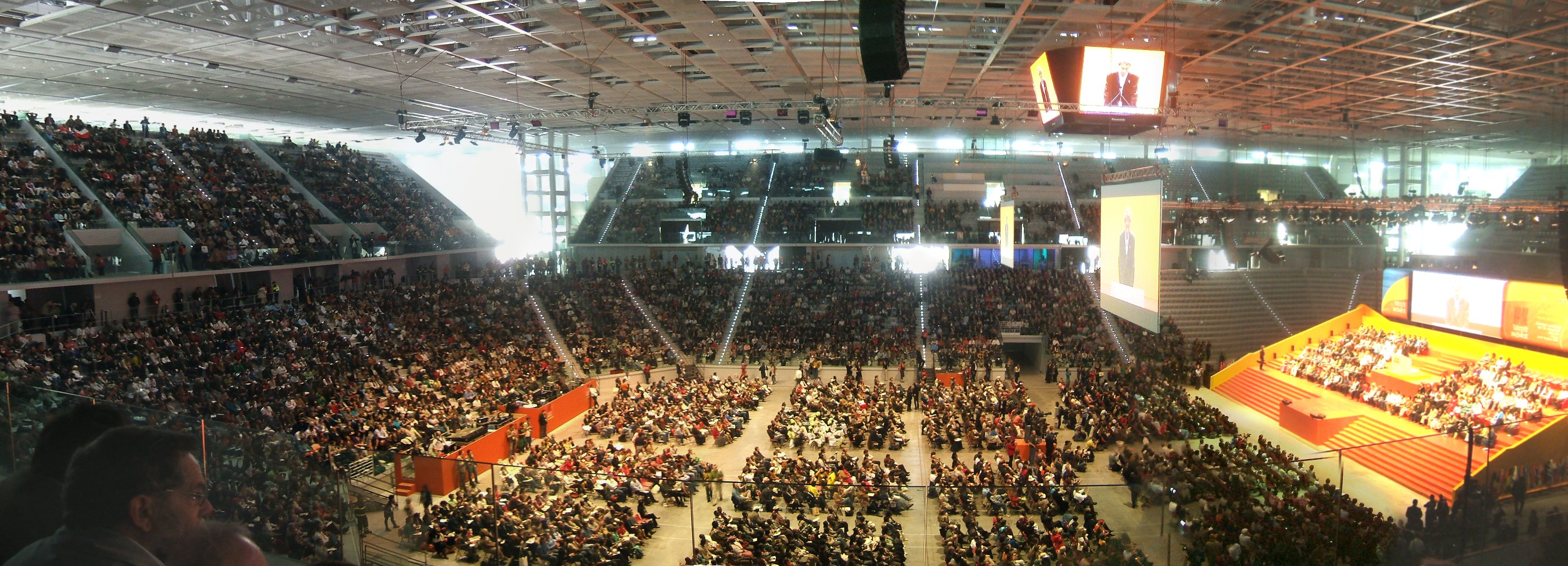
La convention de 2008 a Turin

Terra Madre est un réseau mondial des communautés de la nourriture créé par Slow Food en 2004.

## Description
Il regroupe des "communautés de la nourriture" engagées, chacune dans son contexte géographique et culturel, à sauvegarder la qualité des productions agro-alimentaires locales. Les communautés partagent les problèmes engendrés par une agriculture intensive préjudiciable des ressources naturelles et une industrie alimentaire de masse visant à l’homologation des goûts et mettant en danger l’existence même des petites productions.
Presque 9 000 personnes se sont réunies en 2006 à Turin lors de la deuxième édition de Terra Madre : 4 803 agriculteurs, éleveurs, pêcheurs et producteurs de l’agroalimentaire artisanal provenant de 1 583 communautés de la nourriture, de 150 pays ; 953 cuisiniers ; 411 professeurs et représentants de 225 universités, 2 320 observateurs et accompagnateurs et 776 volontaires.
Les salons du goût organisés par le réseau ont lieu à Turin tous les ans en septembre-octobre et permettent de promouvoir l'agriculture paysanne qui selon les organisateurs protègent l'environnement et la santé des êtres humains.